# Alessia Herren
Alessia Herren (* 14. Januar 2002 als Alessia-Millane Fazzi in Köln) ist eine deutsche Reality-TV-Teilnehmerin.

## Leben
Alessia Herren wurde 2002 in Köln als Tochter des deutschen Entertainers Willi Herren und der italienischstämmigen Mirella Fazzi geboren. Sie hat einen älteren Bruder (* 1994).
Seit 2019 ist sie mit Can Nitkewitz zusammen, den sie im Februar 2023 heiratete. Zwei Monate später wurden sie Eltern einer Tochter. Das Paar nahm im Jahr 2024 an der 9. Staffel der Reality-Show Das Sommerhaus der Stars – Kampf der Promipaare teil.  Anschließend nahm Herren Anfang 2025 an der 18. Staffel der Reality-Show Ich bin ein Star – Holt mich hier raus! teil, in der sie den dritten Platz belegte. Sie erklärte vor und während der Teilnahme an dieser Sendung, sich über eine Anstellung z. B. bei ALDI zu freuen und somit einer echten Beschäftigung nachzugehen; sie wünsche sich ein bodenständiges Leben.
Ihr Probearbeiten in einem Supermarkt war danach in einer Doku-Soap zu sehen.

## Fernsehauftritte
- 2015: Die Herrens – Willis wilde Welt (RTL Zwei)
- 2019: Ab ins Kloster! – Rosenkranz statt Randale (Kabel Eins)
- 2020: Promi Big Brother (Sat.1)
- 2021: Die Festspiele der Reality Stars – Wer ist die hellste Kerze? (Sat.1)
- 2021: Kampf der Realitystars – Schiffbruch am Traumstrand (RTL Zwei)
- 2022: Promi Big Brother – Die Late Night Show (Sat.1)
- 2023: THE REAL LIFE – #nofilter (RTL+)
- 2024: B:REAL – Echte Promis, echtes Leben   (RTL Zwei)
- 2024: Das Sommerhaus der Stars – Kampf der Promipaare (RTL)
- 2025: Ich bin ein Star – Holt mich hier raus! (RTL)
- 2025: Wer stiehlt mir die Show? (ProSieben) - Einspieler
- 2025: Unser Supermarkt – Mit Herz und Humor (RTL+, RTL Zwei)

## Musik
- 2022: Frohe Weihnacht – The Real Life (feat. Alessia Herren, Calvin Kleinen, Chris Broy, Cosimo Citiolo, Diogo Sangre, Melody Haase, Nathalie Gaus & Vanessa Mariposa)